# دلتا (حرف)

حرف کوچک دلتا (راست)، حرف بزرگ دلتا (چپ).

دِلتا (بزرگ Δ، کوچک δ) چهارمین حرف الفبای یونانی است. در انگلیسی با حرف D و در فارسی با حرف د برابر است.
برابری عددی دلتا، عدد ۴ است.